# Amherst, New Hampshire
Amherst är en kommun (town) i Hillsborough County, New Hampshire, USA med cirka 10 769 invånare (2000). Här finns Ponemah Bog Wildlife Sanctuary, Hodgman State Forest och Baboosic Lake.

## Kända personer från Amherst
- Horace Greeley, politiker, publicist och slaverimotståndare